# Ferdinandeum
Il Ferdinandeum, o in modo più completo in tedesco Tiroler Landesmuseum Ferdinandeum (Museo di Stato del Tirolo), è un museo nella città di Innsbruck che prende il nome dal duca dell'Austria Anteriore e conte del Tirolo Ferdinando II d'Austria. Fu aperto nel 1823. Le sue vaste collezioni comprendono oggetti da tutta l'Euregio Tirolo-Alto Adige-Trentino ovvero il Tirolo storico.

## Storia

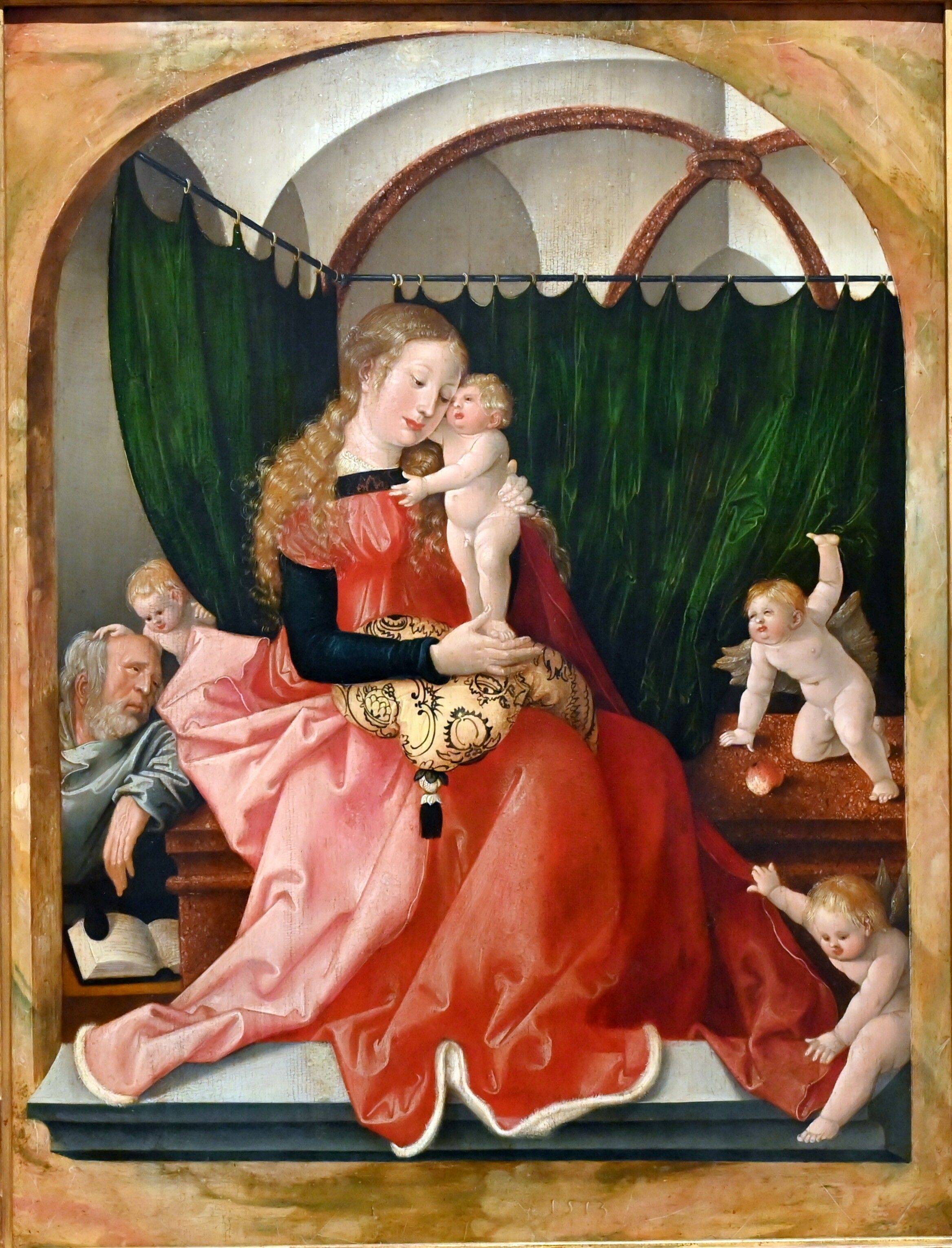
Sacra Famiglia, opera di Hans Baldung conservata nel museo

Dopo la fondazione avvenuta nel 1823 il nuovo edificio non era stato ancora costruito e le collezioni vennero ospitate in locali presi in affitto dalla sede universitaria. Il 9 maggio 1844 il nuovo edificio era in uno stato di lavori avanzato, venne ufficialmente visitato e i lavori proseguirono.

## Descrizione
La facciata è in stile del neorinascimentale fiorentino. Il cornicione in terracotta posto tra il primo e il secondo piano conserva medaglioni con le immagini di noti artisti tirolesi o attivi in Austria: Paul Dax, Gregor Löffler, Alessandro Vittoria, Alexander Colyn, Martin Knoller, Joseph Schöpf, Angelika Kauffmann, Michelangelo Unterperger, Franz Anton von Zauner, Giovanni Battista Lampi, Joseph Anton Koch e Dominikus Mahlknecht. Alcuni di questi ritratti furono scolpiti in marmo di Arco da Antonio Spagnoli di Isera.
Il museo è una delle cinque sedi del Tiroler Landesmuseen. Le altre sedi sono:
- Museo dell'arte popolare tirolese
- Hofkirche, Chiesa di Corte
- Zeughaus
- Innsbrucker Riesenrundgemälde e Kaiserjägermuseum tirolese

## Collezioni
La raccolta grafica comprende circa 30.000 opere su carta che coprono un periodo compreso tra il XV secolo ed oggi e sono per lo più arrivate grazie a lasciti e donazioni.

## Pubblicazioni
Dal 2008, esce annualmente il Wissenschaftliches Jahrbuch der Tiroler Landesmuseen. Esso sostituisce i periodici anteriori, di seguito elencati in ordine cronologico, ovvero le Beiträge zur Geschichte, Statistik, Naturkunde und Kunst von Tirol und Vorarlberg, voll. 1 (1825) – 8 (1834), la Neue Zeitschrift des Ferdinandeums für Tirol und Vorarlberg, voll. 1 (1835) – 12 (1846), la Zeitschrift des Ferdinandeums für Tirol und Vorarlberg, sez. III, voll. 1 (1853) – 60 (1920), e infine le Veröffentlichungen des Museum Ferdinandeum in Innsbruck (poi Veröffentlichungen des Tiroler Landesmuseums Ferdinandeum), voll. 1 (1922) – 87 (2007).
Inoltre, il Museo pubblica regolarmente cataloghi relativi alle mostre temporanee. Infine, esso cura l'edizione del Tiroler Urkundenbuch, un codice diplomatico medievale riguardo l'area tirolese intera.